# Château de La Favorite (Mayence)
Pour les articles homonymes, voir Favorite.
Le château de La Favorite est le nom d’une folie (maison de plaisance) de l’électeur de Mayence. 

« Ce que je trouve de plus beau dans ces Champs-Elysées de Mayence, c'est la situation, élevée au sud de Mayence, en face de l’embouchure du Main. »

— A. L. B. Beaunoir, Voyage sur le Rhin, depuis Mayence jusqu'à Dusseldorf (1791)
Il est inspiré du château de Marly, construit par Germain Boffrand, élève de Jules Hardouin-Mansart, pour l’électeur de Mayence Lothar Franz von Schönborn. 

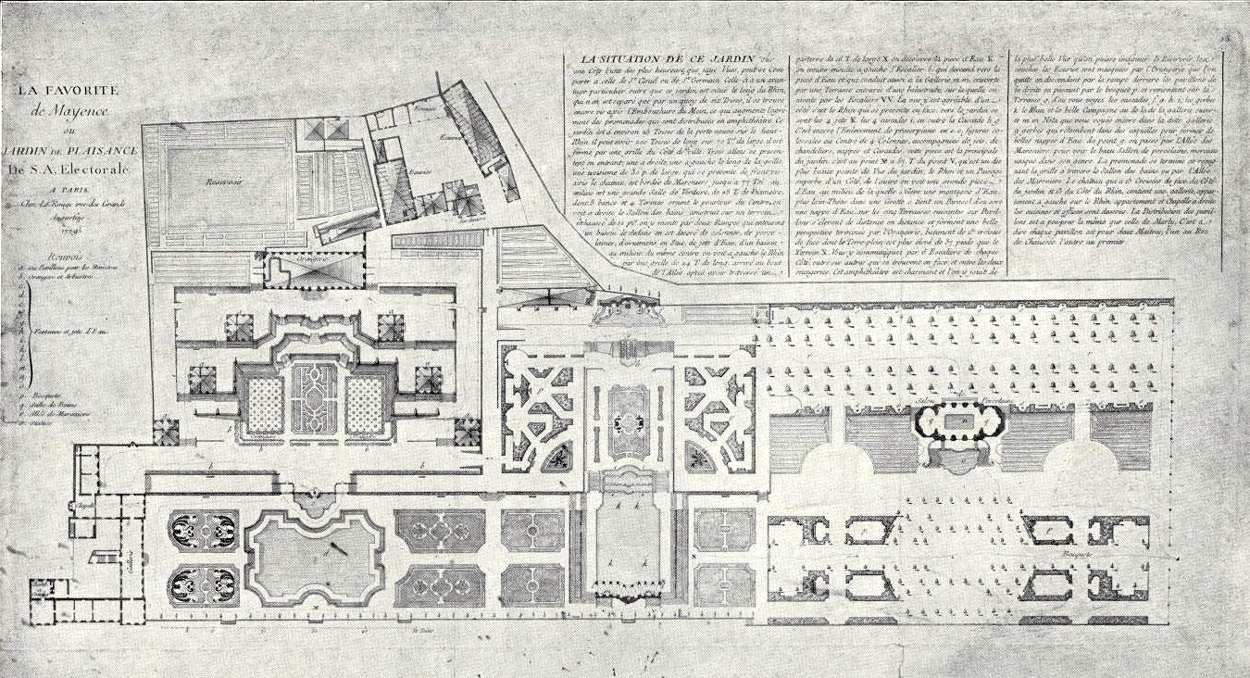
Vue générale de La Favorite, gravure par Georges-Louis Le Rouge 1779

Ce château est devenu un symbole de l’apogée de l’électorat de Mayence. Ce parc a son origine dans les jardins de l’abbé et de la maison religieuse du collégiale bénédictine Saint-Alban-de-Mayence. À partir de 1700, le prince-électeur Lothar Franz von Schönborn créa sur ce terrain un jardin en terrasse avec des motifs baroques et la folie « La Favorite ».

## Architectes
L'électeur Lothar Franz était un fervent admirateur de Louis XIV. Gomme les moyens lui manquaient pour remplacer son massif palais en grès rose par un petit Versailles, il se contenta d'une imitation de Marly qu'il baptisa La Favorite. Ce château de plaisance passe pour avoir été construit par Maximilien von Welsch, le meilleur architecte rhénan de cette époque, mais sous l'inspiration directe de l'architecte français Boffrand, qui fut également consulté par les Schönborn pour la résidence épiscopale de Wurzbourg. Boffrand aurait corrigé le plan d'ensemble, dessiné les pavillons et les fontaines des terrasses. C'est sans doute lui qui avait eu l'idée du salon de porcelaine, une des merveilles de la Favorite, inspirée évidemment par le Trianon de porcelaine.
La situation de La Favorite et de ses jardins en terrasses, tout bruissants de fontaines, était admirable. La résidence d'été de l'électeur dominait en effet le confluent du Rhin et du Main.
« La situation de ce jardin, peut se comparer à celle de Saint-Cloud ou de Saint-Germain. Mais il a un avantage particulier : outre qu'il est situé le long du Rhin, qui n'en est séparé que par un quay de six toises, il se trouve encore vis-à-vis de l'embouchure du Mein, ce qui augmente l'agrément des promenades qui sont distribuées en amphithéâtre. »
— Lerouge dans son septième cahier des jardins anglo-chinois

## Jardins
Le jardin n'a rien qui mérite une attention particulière; on pourrait cependant tout faire sur un terrain si beau et si avantageusement situé. Il est environné d'une grille de fer qui, par sa légèreté, ne cache ni la vue de la ville ni celle du Rhin ; il est orné de statues, de vases et de bancs qui, quoique du siècle passé et d'une faible et mauvaise exécution, forment pourtant, par leur blai;icheur, un contraste agréable avec le verd des arbres. 

Au milieu des bosquets on trouve un pavillon uniquement destiné au jeu et aux concerts, ce n'est qu'une seule pièce sans vue. Un peu plus loin, le jardin s'élève des bords du Rhin en plusieurs terrasses décorées de parterres de broderies de fontaines et de statues, et couvertes des fleurs les plus agréables et de superbes orangers.
Lorsqu'on les a toutes montées on découvre l'édifice principal qui de chaque côté a trois petits pavillons un peu éloignés les uns des autres. Ils ont un défaut : c'est d'ôter au grand bâtiment, à droite, la vue des montagnes de Darmstadt, à gauche de la ville et des campagnes riantes de Wiesbaden. Aussi ces sept bâtiments d'une forme peu moderne n'offrent pas un coup d'œil agréable et n'annoncent aucune commodité. Il vaudrait mieux, à la place de tous ces pavillons mesquins et irréguliers, élever sur la partie la plus haute du jardin un seul corps de bâtiment avec deux ailes, dans le genre de la Prévôté, qui aurait sa façade sur le Rhin et d'où l'on jouirait d'une aussi belle vue qu'à Mayence même… On verrait sous ses pieds rouler majestueusement le Rhin et 
le Main qui lui apporte son onde argentée, les riches campagnes de Hochheim, Wiesbaden, une partie du Rheingau. Enfin les montagnes et les forêts qui s'étendent jusqu'à Francfort termineraient ce brillant horizon.

## Bombardement de 1793
L’ultime agrandissement de la Favorite intervint sous le règne de François-Louis de Palatinat-Neubourg. Il ne subsiste malheureusement plus rien de ce Marly rhénan, qui fut victime du bombardement de 1793. Nous ne pouvons plus nous le représenter que d'après les gravures de Salomon Kleiner et de Lerouge. Les jardins, admirés par les contemporains, furent détruits en 1793 pendant le siège de Mayence par les troupes prussiennes.

## Source
1. ↑  Alexandre Louis Bertrand Beaunoir, Voyage sur le Rhin, depuis Mayence jusqu'à Dusseldorf, vol. I, Neuwied, 1791.
2. ↑  Louis Réau , L'Art Français sur le Rhin au XVIIIe siècle Paris, 1908.
3. ↑  Joseph Gregor Lang, Reise auf dem Rhein, 1789. Adaptation en français intitulée Voyage sur le Rhin depuis Mayence jusqu'à Dusseldorf., traduit par A.L.B. Robineau. Mayence, Éditions Kupferberg, 1808